# نويل ديريك
نويل ديريك (بالإنجليزية: Noel Derrick)‏ هو لاعب هوكي الجليد أسترالي، ولد في 5 يوليو 1926، وتوفي في 25 ديسمبر 2018.

## وصلات خارجية
- نويل ديريك على موقع EliteProspects.com (الإنجليزية)
- نويل ديريك على موقع أوليمبيديا (الإنجليزية)
- نويل ديريك على موقع اللجنة الأولمبية الأسترالية (الإنجليزية)